# Simon Geschke
Simon Geschke (født 13. marts 1986) er en tysk tidligere professionel cykelrytter, der senest kørte for Cofidis.
Han er søn af den tidligere banerytter Jürgen Geschke.